# Canto del Llano
Canto del Llano ist ein Corregimiento vor der Stadt Santiago de Veraguas im Bezirk Santiago in der Provinz Veraguas in Panama. Bei der Volkszählung im Jahr 2023 hatte es 13.678 Einwohner. Das Corregimiento erstreckt sich über eine Fläche von 65,8 km².
Das Corregimiento wurde durch Gesetz Nr. 1 vom 7. Januar 1993 geschaffen.

## Bevölkerung
Die folgende Tabelle zeigt die Bevölkerung des Corregimientos Canto del Llano, wie es in den Volkszählungen 2000, 2010 und 2023 erfasst wurde.
| Jahr         | 2000   | 2010   | 2023   |
| ------------ | ------ | ------ | ------ |
| Einwohner    | 23.654 | 13.331 | 13.678 |
| davon Männer | 11.435 | 6565   | 6668   |
| davon Frauen | 12.219 | 6766   | 7010   |

## Orte
Im Corregimiento Canto del Llano befinden sich folgende Orte:
- Barriada Las Perlas
- Barriada San Roque
- Canto del Llano
- Cañacillas Arriba
- El Anón
- El Espino
- El Nance
- Finca El Clavijo
- La Bruja
- La Mata del Espino
- La Pita
- Los Cisnes
- Mirador
- Nuevo Belén o Nueva Jerusalén
- Posada Belisario Porras
- Residencial La Reserva
- Residencial Los Sueños de Santiago
- Residencial Rivers Bann
- Residencial Villa Campestre
- Villa San Francisco